# Georg André
Georg-Willi André (* 1. April 1920 in Elberfeld; † 5. Dezember 1982) war ein deutscher Parteifunktionär der DDR-Blockpartei NDPD. Er war von 1950 bis 1963 Mitglied der Volkskammer der DDR. 

## Leben
Nach dem Besuch der Grund- und Mittelschule wurde der Bergmannssohn André Textilkaufmann. Er legte 1938 die Industrie- und Handelskammerprüfung ab. Er wurde 1940 zur Wehrmacht eingezogen und geriet als Offizier 1944 in sowjetische Kriegsgefangenschaft. Dort wurde er Mitglied des NKFD und besuchte eine Antifa-Schule.
Nach dem Zweiten Weltkrieg und der Rückkehr nach Deutschland wurde der 30-Jährige 1950 für die National-Demokratische Partei Deutschlands (NDPD) in die Volkskammer der DDR gewählt. André war Mitglied des Wahlprüfungsausschusses und gehörte der Volkskammer bis April 1963 an. Er war von 1950 an hauptamtlich in der NDPD angestellt, zunächst in der Abteilung Presse und Rundfunk, ab Ende 1953 als Leiter der Hauptabteilung Gesamtdeutsche Fragen des Parteivorstandes. Ab 1950 gehörte er als Mitglied dem Hauptvorstand bzw. ab 1951 (nach der Umbenennung) dem Hauptausschuss der NDPD an.
In den Jahren 1951/1952 war er Chefredakteur des NDPD-Zentralorgans National-Zeitung und 1952/1953 Erster Vorsitzender des NDPD-Bezirksverbandes Rostock. Mit dem Staatsexamen schloss er 1954 ein Studium der Staats- und Rechtswissenschaft ab. Anschließend war André Mitglied des Präsidiums der Deutschen Liga für die Vereinten Nationen. Im Berliner Bezirk Friedrichshain war er ab 1968 Stellvertreter des Stadtbezirksbürgermeisters,  Bezirksrat für Handel und Versorgung (Nachfolger von Georg Kubitza) und ab März 1970 Abgeordneter der Stadtbezirksverordnetenversammlung von Friedrichshain.
André erhielt 1960 die Ernst-Moritz-Arndt-Medaille und 1977 den Vaterländischen Verdienstorden in Bronze. Außerdem wurde er mit der Ehrennadel der Gesellschaft für Deutsch-Sowjetische Freundschaft in Gold ausgezeichnet.
Er war verheiratet und starb im Alter von 62 Jahren.